# Mateare
Mateare è un comune del Nicaragua facente parte del dipartimento di Managua.